# Urdorf
Urdorf är en ort och kommun i distriktet Dietikon i kantonen Zürich, Schweiz. Kommunen har 10 424 invånare (2023).